# Api Stern
Api Stern ó Api étoilé es el nombre de una variedad cultivar de manzano (Malus domestica). 
Un híbrido de manzana que es una de las variaciones surgidas a lo largo de generaciones de cultivo de la antigua variedad 'Api'. La variedad 'Stern Api' tiene una forma  aplanada con cinco lóbulos pronunciados que le dan forma estrellada.

## Sinonimia
- "Sternapi",
- "Api étoilé",
- "Pomum pentagonum",
- "Sternapfel",
- "Fünfeckapfel",
- "Fünfsterneapfel".

## Historia
La variedad de manzana 'Api Stern' es una de las numerosas variaciones de la variedad antigua 'Api' ya cultivada en la Grecia clásica y en la Roma imperial que a través de generaciones de sucesivos cultivos han desarrollado una variabilidad tanto de fenotipo como caracteres organolépticos demostrando la teoría de la variabilidad en las plantas bajo domesticación en cultivo «The Variation of Animals and Plants under Domestication» de Charles Darwin.
'Api Stern' es una manzana única con su perfil de cinco lóbulos en forma de estrella. La mención más antigua que se conoce de esta variedad de manzana se atribuye al médico y botánico Jean Bauhin (1541-1612). También le dio el nombre de "Pomum pentagonum" (manzana de cinco estrellas). Según su contemporáneo Olivier de Serres, se cree que la 'Stern Api' se remonta a la época romana. En 1981, esta manzana de cultivo milenario fue redescubierta por Roger Corbaz y cultivada.
'Api Stern' está cultivada en diversos bancos de germoplasma de cultivos vivos tales como en National Fruit Collection (Colección Nacional de Fruta) de Reino Unido nombre de accesión: Api Etoile.

## Características
'Api Stern' es un árbol de un vigor moderado, con forma erecta, manzana susceptible a la carpocapsa. Tiene un tiempo de floración que comienza a partir del 19 de mayo con el 10% de floración, para el 24 de mayo tiene una floración completa (80%), y para el 31 de mayo tiene un 90% caída de pétalos.
'Api Stern' tiene una talla de fruto de bastante pequeño a mediano con altura promedio de 40.50mm y anchura promedio de 49.00mm; forma amplio globoso cónico con cinco lóbulos muy pronunciados de ahí también su nombre de 'Pomum pentagonum'; con nervaduras muy fuertes, y corona débil; epidermis tiende a ser gruesa, lisa y brillante, con color de fondo es verde pálido madurando a amarillo con un lavado de rojo en la cara expuesta al sol, con un sobre color lavado de rosa magenta, importancia del sobre color medio, y patrón del sobre color rayado, numerosas lenticelas pequeñas más claras, algunas redes de ruginoso-"russeting", especialmente alrededor de la cavidad del tallo, ruginoso-"russeting" (pardeamiento áspero superficial que presentan algunas variedades) bajo; cáliz es grande y ligeramente abierto, asentado en una cuenca poco profunda y que a menudo muestra una leve nervadura; pedúnculo es largo y grosor medio, colocado en una cavidad ancha y profunda con ruginoso-"russeting"; carne es blanca, firme, densa, a veces jugosa, con sabor refrescante.
Su tiempo de recogida de cosecha se inicia a mediados de octubre antes de las heladas. Madurez tardía a partir de enero. Se mantiene bien hasta cuatro meses en cámara frigorífica.

## Usos
Una excelente manzana para comer en postre de mesa, y como manzana decorativa.

## Ploidismo
Diploide, auto estéril. Grupo de polinización: G, Día 24.